# Holger Oley

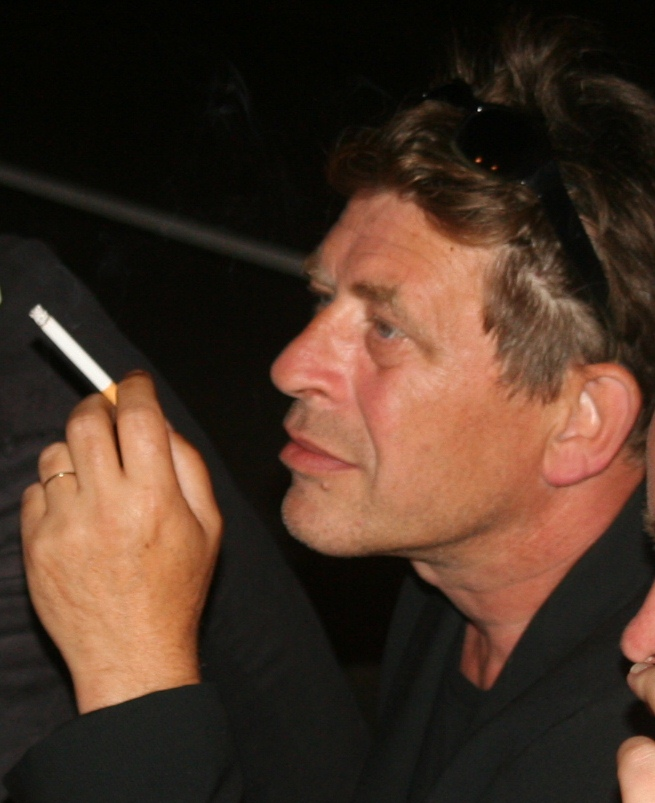
Holger „Makarios“ Oley, (2011)

Holger „Makarios“ Oley (* 29. November 1959 in Grimma; Geburtsname Holger Zürner, zeitweiliger Adoptionsname Holger Möbius, tatsächlicher Name Holger Oley) ist ein deutscher Independent-Musiker, Sänger und Buchautor.

## Leben
Oley begann während seiner Lehre zum Drucker, die er machte, weil ihm aus politischen Gründen ein Studium verweigert worden war und in der er bei einem Arbeitsunfall den rechten Arm verlor, Anfang der 1980er Jahre in der Punkband Die Zucht. Diese musste sich in Die Art umbenennen, um in der DDR neben der üblichen Einstufung als offizielle Band auch diskriminierungsfrei auftreten zu können. Im Jahr 2000 kam es zur Trennung dieser Band; Oley gründete mit dem Die Art-Gitarristen Thomas Gumprecht die Band Wissmut. Diese existierte bis zur Neugründung von Die Art 2007.
Oley arbeitete außerdem an anderen Projekten, so zusammen mit Frank Dr. Pichelstein Bröker am musikalischen und literarischen Erbe des fiktiven Künstlers S. W. Pratajev. Dies erfolgt mit den The Russian Doctors und Prumskibeat, aber auch durch die Veröffentlichung von Büchern.
Sein Lieblingsprojekt ist die musikalische Umsetzung seiner Samtmarie-Gedichte durch das Projekt Goldeck. Mit den Gedichten wurde ebenfalls ein Bildband veröffentlicht.
Seit der Neugründung der Pratajev-Gesellschaft im Jahr 2007 ist er dort Ehrenvorsitzender. Oley wohnt in Leipzig, wo er das Plattenlabel UpArt-Produktionen betreibt.

## Musik
mit Die Zucht
- 2005: Live ’85 – Das letzte Konzert (Bootleg LP)

mit Die Art
- 1987: Would You Mind Us Looking For?
- 1988: Just Another Hit – Live
- 1989: Dry
- 1989: Just Another Hit Again
- 1991: The wellknow & unknow Songs
- 1990: Fear
- 1991: Gold
- 1993: Gift
- 1994: But
- 1995: Das Schiff
- 1996: Still
- 1997: Adnama
- 1998: Mellow Versions
- 1999: Dry (Wiederveröffentlichung der Tape-Aufnahmen)
- 2000: Last
- 2002: LastLive Sequences
- 2004: Das Schiff (Wiederveröffentlichung)
- 2007: Pale (Collectors Edition)
- 2007: Alles was dein Herz begehrt
- 2008: Funeral Entertainment
- 2009: Für immer und Ewig – Best of Vol.1
- 2010: Twenty Fear – Best of Vol.2
- 2011: Arcane
- 2014: Success
- 2023: Fading

mit Wissmut
- 2003: Sonne und Mond (EP oder LP mit 4 Bonussongs)
- 2004: Cured (EP oder Single)
- 2005: Bi (CD)
- 2005: Bi4 (LP mit 4 Bonussongs)
- 2006: Extreme Fangift – Live’05 (limitierte CD)
- 2006: Gigant Vinyl (CD mit raren Vinyl B-Seiten und unveröffentlichten Songs)

mit The Russian Doctors
- 2003: Heimatlieder für Heimatlose
- 2004: Auch die Ratte hat ein Herz
- 2004: Gefesselt
- 2006: Tote Katzen im Wind
- 2008: The Best of the Halbgötters
- 2010: Männer die am Feldrand stehen
- 2013: Wiege Deinen Rumpf!
- 2015: Live in der Schnapsbar
- 2016: Manchmal wenn der Durst kommt
- 2017: Halbgötter in Punk
- 2021: Die Schönen und die Bösen

mit Prumskibeat
- 2000: Schere aus Stahl
- 2002: Orchester des Totes
- 2002: Pratajev Gold (limitierte EP)

mit Goldeck (Band)
- 2000 bis 2006: 4 limitierte Demo-CDs
- 2007: Samtmarie und das Haus der schwarzen Liebe
- 2012: Samtmarie Galerie der schönen Künste

## Veröffentlichungen
- 1991: Zwei Produkte (mit Thomas Weber)
- 1999: Pratajevs schönste Gedichte (Broschüre)
- 2002: Pratajev Almanach 2 ISBN 978-3-98074-193-4
- 2003: Pratajev Almanach 1 ISBN 978-3-98074-199-6
- 2003: Drei Dutzend anders Dunkel (Buch plus CD) ISBN 978-3-93616-512-8
- 2007: Samtmarie – Ignoranz und Stille (Bildband mit allen Gedichten zum Thema Samtmarie)
- 2007: Haus aus Stein. Bücherreihe des Pratajev-Gesellschaft e. V. (jährlich)
- 2009: Pratajev III – der Raucher von Bolwerkow. Das Große Lesebuch ISBN 978-3-93489-677-2
- 2010: Das große Pratajev-Liederbuch ISBN 978-3-93489-678-9
- 2011: Das große Pratajev-Lexikon ISBN 978-3-93489-691-8
- 2014: Pratajev. Medizin und Fetisch ISBN 978-3-93489-686-4